# 马宗晋
马宗晋（1933年1月4日—），中国地质学家。出生于吉林长春。籍贯吉林吉林。

## 生平
1955年毕业于北京地质学院普查系。1961年中国科学院地质研究所研究生毕业。1991年当选为中国科学院学部委员(院士)。 中国地震局地质研究所名誉所长、研究员。
曾获首届李四光地质科学奖，国家级有突出贡献的中青年科学家。现为中国地震局地质研究所名誉所长，国家科技部国家计委国家经贸委自然灾害综合研究组组长，1991年当选为中国科学院学部委员。